# Висока школа за трговину, хотелијерство и маркетинг Европског универзитета
Висока школа за трговину, хотелијерство и маркетинг Европског универзитета налази се у улици војводе Добрњца бр. 15, 11000 Београд. Европски универзитет је 1984. године основао проф. др Милија Зечевић, Професор емеритус, који је и ректор Европског универзитета.
Овај Универзитет у Србији чине два факултета и две високе школе: Факултет за европски бизнис и маркетинг, Висока школа за трговину, хотелијерство и маркетинг, Факултет за инжењерски интернационални менаџмент и Висока школа за електротехничко и рачунарско инжењерство.
Висока школа за трговину, хотелијерство и маркетинг Европског универзитета је освована 2000. године.
Циљ оснивања је да образује високостручан кадар за пословање и маркетинг у европском и међународном окружењу. Наставни програми усклађени су са светским стандардима у образовању у овој области и активно прате промене у маркетингу и бизнису.
Трогодишње студије обезбеђују изучавање теоријских и практичних аспеката и примене техника у области робног промета, бизниса, маркетинга, културног окружења и менаџмента, са посебним нагласком на стручну праксу. Поред обавезних стручних и општих предмета у оквиру студијског програма изучавају се страни језици: енглески и француски, а факултативно немачки, руски и италијански. Стечено стручно и теоријско знање и практичне вештине омогућавају завршеним студентима рад у трговинским предузећима, малим и средњим предузећима у домаћем и међународном окружењу, компанијама, хотелима, угоститељским објектима, банкарским експозитурама и филијалама, маркетнишким агенцијама, модним компанијама... Студенти, уколико се за то определе, могу да наставе студије на студијском програму специјалистичких струковних студија.
Студијски програм Трговина и маркетинг основних струковних студија је конципиран тако да студентима обезбеди стицање компетенција у области робног промета и трговине, бизниса, маркетинга, културног окружења и менаџмента са посебним нагласком на оспособљавање будућих високо струковних кадрова. У зависности од избора завршног рада студенти ће по завршетку студија постати компетентни у домену који бити дефинисан као: Струковни менаџер – струковни менаџер трговине или Струковни менаџер – струковни менаџер маркетинга.
Назив Струковни менаџер – струковни менаџер трговине добијају студенти који се определе да ураде завршни рад из следеће групе предмета: менаџмент продаје, менаџмент трговине, угоститељство, хотелијерство.
Назив Струковни менаџер – струковни менаџер маркетинга добијају студенти који се определе да ураде завршни рад из следеће групе предмета: рекламирање и промоција, маркетинг туризма, интернет маркетинг, маркетинг моде и маркетинг трговине.